# Krusemyntegade
Krusemyntegade er en gade i Indre By i København, der ligger mellem Kronprinsessegade og Rigensgade i forlængelse af Stokhusgade. Gaden er opkaldt efter planten krusemynte.
Gaden blev anlagt som en del af den oprindelige del af Nyboder, der opførtes af kong Christian 4. i 1630'erne og 1640'erne. Navnet kendes fra fra 1654 som Krusemynte Stredet og udgorde en del af en gruppe gader mellem Rigensgade og Adelgade, der blev opkaldt efter blomster.
De gamle Nyboder-huse blev for størstedelens vedkommende i 1870-1872 erstattet af Byggeforeningshusene ved Nyboder, der også ligger langs parallelgaderne Gernersgade og Sankt Pauls Gade. De blev opført af Arbejdernes Byggeforening i 1870-1872 efter tegninger af Frederik Bøttger som enfamilieshuse med forbillede i kvarteret Kartoffelrækkerne. Senere har de forskellige husejere givet dem forskellige farver, hvilket sætter sit præg på ikke mindst Krusemyntegade. De dækker dog ikke hele gaden, for ved Rigensgade ligger der mere traditionelle etageejendomme, blandt andet en hjørneejendom fra 1889.